# نيرفو
ميريام نيرفو (بالإنجليزية: Miriam Nervo)‏ و أوليفيا نيرفو (بالإنجليزية: Olivia Nervo)‏ هن ثنائي توأم دي جي وموسيقيات ومغنيات وكاتبات أغاني ومنتجات وملحنات وعارضات أزياء أستراليتان ولدتا في يوم 18 فبراير 1987 في مدينة ملبورن في أستراليا لعائلة إيطالية الأصل، بدأتا مشوارهن الفني في سن ال18 بعد توقيع عقدهن مع شركة سوني أي تي لنشر الموسقى في سنة 2009 فازتا بجائزة غرامي بعد تأليفهن لأغنية وين لوف تايك أوفر لديفيد غيتا وكيلي راولاند.

## وصلات خارجية
- نيرفو على موقع ميوزك برينز (الإنجليزية)
- نيرفو على موقع رولينغ ستون (الإنجليزية)
- نيرفو على موقع أول ميوزيك (الإنجليزية)
- نيرفو على موقع ديسكوغز (الإنجليزية)

- الموقع الرسمي